# شرح الأسماء
شرح الأسماء أو شرح دعاء الجوشن الکبیر کتابی از مولی هادی سبزواری در شرح دعای جوشن کبیر است.

## تصحیح
تصحیح این کتاب در سال ۱۳۷۲ منتشر و در مراسم کتاب سال جمهوری اسلامی ایران به‌عنوان کتاب شایسته تقدیر معرفی شد.